# Stadion FK Kabel
Stadion FK Kabel – stadion piłkarski w Nowym Sadzie, w Serbii. Obiekt może pomieścić 2000 widzów. Swoje spotkania rozgrywają na nim piłkarze klubu FK Kabel Nowy Sad.